# Mohamed Ag Najem
Mohamed Ag Najem (nascido no final da década de 1950 em Adrar des Ifoghas, Mali) é o líder militar do Movimento Nacional para a Libertação de Azawad (MNLA).

## Biografia
Nascido no final da década de 1950 em Adrar des Ifoghas, filho de um rebelde tuaregue morto pelo exército maliano em 1963, mudou-se para a Líbia aos 20 anos e alistou-se no exército líbio. Após um breve treinamento militar no campo 2-Mars, combateu no Líbano e depois no Chade durante a década de 1980 na Legião Islâmica.
Em 1990, regressou ao Mali para participar numa rebelião tuaregue liderada por Iyad Ag Ghali, um dos seus antigos companheiros na Legião Islâmica. O acordo de paz entre os rebeldes e o governo não o satisfez, regressou à Líbia, onde adquiriu a nacionalidade líbia, obteve a patente de coronel e foi colocado no comando de uma unidade de elite em Sabha, no sul da Líbia.
Durante o cerco de Bani Walid pelos insurgentes do Conselho Nacional de Transição (2011), Mohamed Ag Najem deixou a Líbia com as suas tropas e regressou ao Mali, estabelecendo dois campos na região de Kidal. Acompanhado por vários oficiais malianos desertores, assumiu o comando do MNLA e lançou ataques contra Ménaka, Aguel'hoc e Tessalit em 17 e 18 de Janeiro de 2012.
Foi considerado um dos líderes da nova rebelião tuaregue e inimigo público número um no Mali.
Nos dias 17 e 21 de maio de 2014, comandou as forças do MNLA durante a segunda e terceira batalha de Kidal, que viu a vitória das forças rebeldes contra o exército do Mali.
De 26 a 28 de outubro de 2014, os secretários-gerais e oficiais do MNLA, do Alto Conselho para a Unidade de Azauade (HCUA) e do Movimento Árabe de Azauade (MAA) reuniram-se em Anéfis e no dia 29 anunciaram o estabelecimento de uma coordenação militar reunindo as forças militares dos três movimentos. É composto por dez oficiais e Mohamed Ag Najem assumiu o comando.